# 董文学
让-加布里埃尔·佩布瓦尔（法語：Jean-Gabriel Perboyre，1802年1月6日—1840年9月11日），汉名董文学，法国天主教遣使会传教士。
董文学於1835年来到中国，当时处于清朝的禁教时期，他秘密潜入中国内地河南、湖北一帶传教。1839年，他終被清政府发现，并遭到逮捕，押送至武昌，於1840年9月11日在武昌受绞刑殉道。
董文学之死震动法国，1844年法国特使拉萼尼与清政府签订的《黄埔条约》中，特别增加保护传教的条款，并促使清宣宗于1846年正式解除禁教令。
1996年被教宗若望保禄二世册封为圣人，是首位中华殉道圣人。

## 外部連結
- QUIBUS BEATO IOANNI GABRIELI PERBOYRE SANCTORUM HONORES DECERNUNTUR （页面存档备份，存于）